# The Best FIFA Football Awards 2020
Bei den The Best FIFA Football Awards 2020 wurden am 17. Dezember 2020 der 30. FIFA-Weltfußballer des Jahres, die 20. FIFA-Weltfußballerin des Jahres, der 11. FIFA-Welttrainer des Jahres im Männer- und Frauenfußball, der 4. FIFA-Welttorhüter des Jahres und die 2. FIFA-Welttorhüterin des Jahres gekürt. Zudem wurden die FIFA FIFPro World XI, der FIFA-Fanpreis, der FIFA-Puskás-Preis und der FIFA-Fairplay-Preis vergeben.
Auf Grund der COVID-19-Pandemie wurde die Veranstaltung virtuell abgehalten.

## FIFA-Weltfußballer des Jahres
Der Gewinner wurde durch eine Abstimmung unter Nationaltrainern, Nationalmannschaftskapitänen, Medienvertretern und Fans ermittelt. Diese nannten jeweils die drei ihrer Meinung nach besten Fußballer. Eine Nennung an Platz eins brachte fünf Punkte, ein zweiter Platz drei Punkte, der dritte Platz einen Punkt. Danach wurden die Punkte addiert. Am 25. November 2020 veröffentlichte die FIFA eine Liste mit 11 Spielern, aus der der FIFA-Weltfußballer gewählt wurde. Die drei Finalisten wurden am 11. Dezember 2020 bekanntgegeben. Gewinner wurde Robert Lewandowski.
| Platz      | Name               | Nationalität | Verein                           | Punkte     |
| Finalisten | Finalisten         | Finalisten   | Finalisten                       | Finalisten |
| ---------- | ------------------ | ------------ | -------------------------------- | ---------- |
| 1.         | Robert Lewandowski | Polen        | FC Bayern München                | 52         |
| 2.         | Cristiano Ronaldo  | Portugal     | Juventus Turin                   | 38         |
| 3.         | Lionel Messi       | Argentinien  | FC Barcelona                     | 35         |
| Kandidaten |                    |              |                                  |            |
| 4.         | Sadio Mané         | Senegal      | FC Liverpool                     | 29         |
| 5.         | Kevin De Bruyne    | Belgien      | Manchester City                  | 26         |
| 6.         | Mohamed Salah      | Ägypten      | FC Liverpool                     | 25         |
| 7.         | Kylian Mbappé      | Frankreich   | Paris Saint-Germain              | 19         |
| 8.         | Thiago             | Spanien      | FC Bayern München / FC Liverpool | 17         |
| 9.         | Neymar             | Brasilien    | Paris Saint-Germain              | 16         |
| 10.        | Virgil van Dijk    | Niederlande  | FC Liverpool                     | 13         |
| 11.        | Sergio Ramos       | Spanien      | Real Madrid                      | 7          |

## FIFA-Weltfußballerin des Jahres
Die Gewinnerin wurde durch eine Abstimmung unter Nationaltrainern, Nationalmannschaftskapitänen, Medienvertretern und Fans ermittelt. Diese nannten jeweils die drei ihrer Meinung nach besten Fußballerinnen. Eine Nennung an Platz eins brachte fünf Punkte, ein zweiter Platz drei Punkte, der dritte Platz einen Punkt. Danach wurden die Punkte addiert. Am 25. November 2020 veröffentlichte die FIFA eine Liste mit 11 Spielerinnen, aus der die FIFA-Weltfußballerin gewählt wurde. Die drei Finalistinnen wurden am 11. Dezember 2020 bekanntgegeben. Gewinnerin wurde Lucy Bronze.
| Platz         | Name                   | Nationalität  | Verein                           | Punkte        |
| Finalistinnen | Finalistinnen          | Finalistinnen | Finalistinnen                    | Finalistinnen |
| ------------- | ---------------------- | ------------- | -------------------------------- | ------------- |
| 1.            | Lucy Bronze            | England       | Olympique Lyon / Manchester City | 52            |
| 2.            | Pernille Harder        | Dänemark      | VfL Wolfsburg / FC Chelsea       | 40            |
| 3.            | Wendie Renard          | Frankreich    | Olympique Lyon                   | 35            |
| Kandidatinnen |                        |               |                                  |               |
| 4.            | Vivianne Miedema       | Niederlande   | FC Arsenal                       | 31            |
| 5.            | Delphine Cascarino     | Frankreich    | Olympique Lyon                   | 30            |
| 6.            | Dzsenifer Marozsán     | Deutschland   | Olympique Lyon                   | 25            |
| 7.            | Sam Kerr               | Australien    | Chicago Red Stars / FC Chelsea   | 20            |
| 8.            | Caroline Graham Hansen | Norwegen      | FC Barcelona                     | 15            |
| 9.            | Jennifer Hermoso       | Spanien       | FC Barcelona                     | 15            |
| 10.           | Saki Kumagai           | Japan         | Olympique Lyon                   | 7             |
| 11.           | Ji So-yun              | Südkorea      | FC Chelsea                       | 7             |

## FIFA-Welttorhüter des Jahres
Gewinner wurde Manuel Neuer.
| Platz      | Name                  | Nationalität | Verein              | Punkte     |
| Finalisten | Finalisten            | Finalisten   | Finalisten          | Finalisten |
| ---------- | --------------------- | ------------ | ------------------- | ---------- |
| 1.         | Manuel Neuer          | Deutschland  | FC Bayern München   | 28         |
| 2.         | Alisson Becker        | Brasilien    | FC Liverpool        | 20         |
| 3.         | Jan Oblak             | Slowenien    | Atlético Madrid     | 12         |
| Kandidaten |                       |              |                     |            |
| 4.         | Keylor Navas          | Costa Rica   | Paris Saint-Germain | 5          |
| 5.         | Marc-André ter Stegen | Deutschland  | FC Barcelona        | 4          |
| 6.         | Thibaut Courtois      | Belgien      | Real Madrid         | 3          |

## FIFA-Welttorhüterin des Jahres
Gewinner wurde Sarah Bouhaddi.
| Platz         | Name              | Nationalität       | Verein                          | Punkte        |
| Finalistinnen | Finalistinnen     | Finalistinnen      | Finalistinnen                   | Finalistinnen |
| ------------- | ----------------- | ------------------ | ------------------------------- | ------------- |
| 1.            | Sarah Bouhaddi    | Frankreich         | Olympique Lyon                  | 24            |
| 2.            | Christiane Endler | Chile              | Paris Saint-Germain             | 22            |
| 3.            | Alyssa Naeher     | Vereinigte Staaten | Chicago Red Stars               | 10            |
| Kandidatinnen |                   |                    |                                 |               |
| 4.            | Ann-Katrin Berger | Deutschland        | FC Chelsea                      | 6             |
| 5.            | Hedvig Lindahl    | Schweden           | VfL Wolfsburg / Atlético Madrid | 5             |
| 6.            | Ellie Roebuck     | England            | Manchester City                 | 5             |

## FIFA-Welttrainer des Jahres (Männerfußball)
Am 25. November 2020 veröffentlichte die FIFA eine Liste mit 5 Trainern, aus der die FIFA-Welttrainer gewählt wurde. Die drei Finalisten wurden am 11. Dezember 2020 bekanntgegeben.
FIFA-Welttrainer des Jahres im Männerfußball wurde Jürgen Klopp. Er gewann bei Punktegleichheit gegenüber Hansi Flick auf Grund von mehr Stimmen der Nationaltrainer
| Platz      | Name            | Nationalität | Team              | Punkte     |
| Finalisten | Finalisten      | Finalisten   | Finalisten        | Finalisten |
| ---------- | --------------- | ------------ | ----------------- | ---------- |
| 1.         | Jürgen Klopp    | Deutschland  | FC Liverpool      | 24         |
| 2.         | Hansi Flick     | Deutschland  | FC Bayern München | 24         |
| 3.         | Marcelo Bielsa  | Argentinien  | Leeds United      | 11         |
| Kandidaten |                 |              |                   |            |
| 4.         | Zinedine Zidane | Frankreich   | Real Madrid       | 9          |
| 5.         | Julen Lopetegui | Spanien      | FC Sevilla        | 4          |

## FIFA-Welttrainer des Jahres (Frauenfußball)
FIFA-Welttrainerin des Jahres im Frauenfußball wurde Sarina Wiegman.
| Platz      | Name             | Nationalität | Team           | Punkte     |
| Finalisten | Finalisten       | Finalisten   | Finalisten     | Finalisten |
| ---------- | ---------------- | ------------ | -------------- | ---------- |
| 1.         | Sarina Wiegman   | Niederlande  | Niederlande    | 26         |
| 2.         | Jean-Luc Vasseur | Frankreich   | Olympique Lyon | 20         |
| 3.         | Emma Hayes       | England      | FC Chelsea     | 12         |
| Kandidaten |                  |              |                |            |
| 4.         | Stephan Lerch    | Deutschland  | VfL Wolfsburg  | 7          |
| 5.         | Lluís Cortés     | Spanien      | FC Barcelona   | 6          |
| 6.         | Rita Guarino     | Italien      | Juventus Turin | 1          |
| 7.         | Hege Riise       | Norwegen     | LSK Kvinner    | 0          |

## Weitere Auszeichnungen
- FIFA FIFPro World XI: Siehe FIFA FIFPro World XI#2020
- FIFA-Fanpreis:  Marivaldo Francisco da Silva (siehe FIFA-Fanpreis#2020)
- FIFA-Puskás-Preis:  Son Heung-min (siehe FIFA-Puskás-Preis#2020)
- FIFA-Fairplay-Preis:  Mattia Agnese (siehe FIFA-Fairplay-Preis#Preisträger)

## Expertengremien

### Expertengremium für die Awards der Männer (Spieler, Torwart, Trainer)
Das Gremium, das die Kandidaten für die The Best FIFA Football Awards™ 2020 auswählte, bestand aus:
- Cafu
- Essam El-Hadary
- Diego Forlán
- Faryd Mondragón
- Park Ji-sung
- Bastian Schweinsteiger
- Christo Stoitschkow
- David Suazo
- Yaya Touré
- David Villa

### Expertengremium für die Awards der Frauen (Spielerin, Torfrau, Trainer im Frauenfußball)
Das Gremium, das die Kandidaten für die The Best FIFA Football Awards™ 2020 auswählte, bestand aus:
- Rachel Brown
- Han Duan
- Jill Ellis
- Julie Fleeting
- Rosana Gómez
- Amber Hearn
- Steffi Jones
- Lotta Schelin
- Jacqueline Shipanga
- Melissa Tancredi